# Eric Nave
Le capitaine de vaisseau Eric Nave (1899–1993) est un officier trésorier de la Royal Australian Navy, cryptanalyste avant et pendant la Seconde Guerre mondiale.

## Biographie

### Débuts
Nave sert dans la marine de 1917 à 1949. Dans les années 1920, en tant que midship, il est tenu d'apprendre une langue étrangère : « Le français et l'allemand rapportent 6 pence de plus par jour, (mais) avec le japonais, on se fait 5 schillings » (dix fois plus). Après deux ans au Japon, il est muté au renseignement transmissions de la Royal Navy (1925), puis à la GC&CS de Londres (1927). En 1930, il est expédié au Far East Combined Bureau de Hong Kong, plus tard à Singapour.

### Guerre
Malade, Nave revient à Melbourne en 1940. Il met sur pied une petite unité de cryptographie de la marine australienne, dans les Victoria Barracks. Un noyau de marins, et puis un nombre appréciable de professeurs et de jeunes diplômés de mathématiques, de linguistique et d'études classiques, ex. Athanasius Treweek (en) et Arthur Dale Trendall. Les décrypteurs australiens permettent de prévenir l'US Navy, le 2 décembre 1941, que d'ici la fin de la semaine, les États-Unis seront en guerre contre le Japon. La riposte, pas d'actes hostiles à l'ouest du fuseau horaire.
L'unité déborde de Victoria Barracks, elle fait mouvement vers l'immeuble Monterey en février 1942. Mais Monterey héberge déjà le FRUMEL, dirigé par le lieutenant de vaisseau Fabian, c'est l'ex-Station CAST des Philippines. Nave est finalement mis dehors par Fabian, qui le tenait pour "peu sûr" – parce que Nave voulait coopérer avec le Central Bureau de l'armée de terre. D'après ses gens, Nave gardait souvent pour lui les clefs de nouveaux codes, communiquées par les Américains ou les Britanniques, ce qui aurait peut-être été acceptable à l'occasion d'un exercice du temps de paix, mais pas en temps de guerre. Athanasius Treweek (en) dit : « On attendait toujours son jour de congé. On prenait les clefs de son coffre où l'on trouvait tous les matériaux. » Nave avait des problèmes avec son supérieur, capitaine de frégate Long, directeur du Naval Intelligence, qu'il considérait comme un homme de peu de capacités.
Finalement, Nave rejoint le CBB (Central Bureau Brisbane). Joe Richard dit : « Si Fabian ne voulait plus de Nave, les décrypteurs de l'US Army étaient très heureux de l'avoir... Une chance pour nous que Nave ait déplu à Fabian. Nave est devenu indispensable » (par ex.) « en lisant les messages météo air/sol » (qui) « trahissent la cible prévue ce jour-là. » Nave et son unité permettent en grande partie à MacArthur de prédire les mouvements militaires japonais. Ils furent plus tard prévenus qu'à la suite du raid de bombardement de Doolittle, l'effort japonais bascule de Nouvelle-Guinée à Midway, point de départ du raid, croient les Japonais. Plus tard, les décrypteurs australiens préviennent MacArthur de la prochaine invasion de Milne Bay (alors protectorat australien), d'ici un mois, fin août 1942. ce qui permet de renforcer Milne Bay en toute hâte. La bataille de la baie de Milne (Battle of Milne Bay) est une victoire indiscutable des soldats australiens et des sapeurs américains ; c'est la première défaite terrestre des Japonais face aux Alliés.

### Après-Guerre
En 1991, Nave publie, en collaboration avec James Rusbridger (en), un livre qui reflète les vues de Rusbridger, plutôt que les siennes, en particulier l'idée que Churchill fait de la rétention de renseignements avant Pearl Harbor afin de projeter l'Amérique dans la guerre. Interviewé en 1991 par une télévision japonaise, Nave « répudie une bonne tranche des écrits de Rusbridger, c'est de la spéculation, dit-il. »